# Calyptomyrmex shasu
Calyptomyrmex shasu är en myrart som beskrevs av Bolton 1981. Calyptomyrmex shasu ingår i släktet Calyptomyrmex och familjen myror. Inga underarter finns listade.